# Фигероа, Лусиано
Лусиано Габриэль (Лучо) Фигероа Эррера (исп. Luciano Gabriel «Lucho» Figueroa Herrera; род. 19 мая 1981[…], Санта-Фе) — аргентинский футболист, выступавший на позиции нападающего. После завершения карьеры игрока остался в Малайзии и стал тренером.

## Карьера

### Клубная
Лусиано Фигероа начал свою карьеру в клубе «Росарио Сентраль», где составлял дуэт нападения, вместе с Сесаром Дельгадо. В 2003 году Фигероа забил в Клаусуре 17 голов и стал лучшим бомбардиром первенства, включая 5 голов в последнем матче против клуба «Бока Хуниорс», выигранном «Росарио» со счётом 7:2 . За свои достижения Фигероа и Дельгадо были куплены европейскими и американскими командами. Лусиано перешёл в английский клуб «Бирмингем Сити», заплативший за трансфер аргентинца 2,5 млн фунтов.
Вскоре испанский клуб «Осасуна» сообщил, что Фигероа уже подписал контракт с ними, что лишало переход в «Бирмингем» законной силы. В конце августа 2003 года комиссия по разрешению споров ФИФА приняла временное решение в пользу «Бирмингема», позже, в октябре, это решение было окончательно утверждено. Тем же летом, Фигероа был близок к перехода в «Рейнджерс», но шотландский клуб вскоре отказался от сделки.
Несмотря на удачное завершение сделки, Фигероа долго не мог дебютировать в команде. Главный тренер «Бирмингема», Стив Брюс, считал, что Фигероа, который регулярно забивал за вторую команду клуба, был недостаточно физически развит, чтобы играть в Премьер-лиге. Позже, контракт Фигероа и «Бирмингема» был расторгнут по обоюдному согласию. После этого он переехал в Мексику, в клуб «Крус Асуль», где воссоединился со своим партнёром времён «Росарио», Сесаром Дельгадо.
Фигероа медленно набирал форму в Мексике, но затем стал часто забивать и в последних 7 играз Клаусуры-2004 9 раз поразил ворота соперников. В Апертуре-2004 он забил 10 голов в 14-ти матчах. После этого, в ноябре 2004 года, он перешёл в испанский клуб «Вильярреал», заплативший за форварда 2,1 млн фунтов. За «Вильярреал» Фигероа выступал регулярно, и помог клубу занять 3-е место в чемпионате Испании и выходу клуба в полуфинал Лиги чемпионов, в первом матче которой забил первый гол клуба в ворота Эвертона.
В январе 2006 года Фигероа, опасаясь нехватки игрового времени, что могло помешать его участию на чемпионате мира 2006, вернулся на родину, будучи арендованным «Ривер Плейтом». Начало в новом клубе вышло хорошим — он забил 3 гола в первых 7 играх Апертуры, однако 5 марта 2006 года он получил разрыв крестообразных связок, что помешало его дальнейшим выступлениям за «Ривер».
1 августа 2006 года Фигероа перешёл в итальянский клуб «Дженоа», заплативший 13 млн долларов; контракт был подписан на 4 года. Несмотря на то, что Фигероа не восстановился от травмы, Дженоа принял решение подписать контракт с футболистом, из-за того, что полное восстановление придёт к середине октября. Однако позже стало известно, что операция прошла неудачно, и аргентинцу требуется новое хирургическое вмешательство. Из-за этого Фигероа пропустил весь сезон.
Он дебютировал в составе «Дженоа» лишь в следующем году, 28 октября 2007 года в матче серии А с «Фиорентиной». Через шесть недель после дебюта, он забил свой первый мяч за клуб, поразив ворота «Сиены»; игра завершилась со счётом 3:1 в пользу «Дженоа».
9 октября 2008 года Фигероа был отдан в аренду аргентинскому клубу «Бока Хуниорс», искавшему замену травмированному Мартину Палермо, с приоритетным правом выкупа контракта футболиста за 1,2 млн фунтов. Он дебютировал в команде в матче Южноамериканского кубка с клубом ЛДУ Кито. 23 ноября 2008 года Фигероа забил свой первый гол за клуб, поразив ворота «Сан-Мартина». Он забил ещё несколько важных голов и помог команде выиграть Апертуру-2008. В июне 2009 года Фигероа вернулся в «Дженоа»: «Бока» не захотела покупать игрока. Фигероа оставил болельщикам послание:

«Я ухожу из „Боки“ с грустью, мне очень нравилось здесь находиться. Из-за того, что я пережил здесь, я никогда не вернусь в „Ривер“».

После возвращения Фигероа, главный тренер «Дженоа», Джанпьеро Гасперини, не видел игрока в составе своей команды, а потому Лусиано индивидуально тренировался на поле «Джанлука Синьорини», в ожидании возможности перехода. Но из-за травм и дисквалификаций ведущих игроков, Фигероа вернулся в состав, и в первой же игре сделал дубль в матче Лиги Европы с «Оденсе». Однако в последующих матчах, Фигероа чаще оказывался на скамье запасных, чем выходил на поле. 6 января 2010 года Фигероа, по обоюдному согласию, расторг контракт с «Дженоа» и вернулся в «Росарио Сентраль», с которым подписал контракт на 2,5 года.
8 февраля 2013 года Фигероа перешёл в «Панатинаикос», подписав контракт на полгода с возможностью продления договора на два года.
В 2014 году стал игроком «Джохор Драул Тазим», после окончания сезона 2015 года завершил карьеру. В феврале 2018 года провёл за тот же клуб ещё четыре матча и отметился двумя забитыми голами.

### Международная
Фигероа играл за сборную Аргентины. В её составе он участвовал на Кубке Америки и Кубке конфедераций, где только бразилец Адриано забил больше него. В 2004 году он, в составе сборной Аргентины, выиграл золотую медаль Олимпиады. Всего за сборную Фигероа провёл 15 матчей и забил 9 голов. Травма крестообразных связок лишила его возможности участвовать на чемпионате мира 2006.

## Достижения
Командные
- Золотой медалист Олимпиады: 2004
- Победитель Предолимпийского турнира КОНМЕБОЛ: 2004
- Чемпион Аргентины: 2008
- Обладатель Кубка Греции: 2014

Личные
- Лучший бомбардир чемпионата Аргентины: Клаусура 2003 (17 голов)
- Рекордсмен сборной Аргентины по количеству голов на Кубках конфедераций: 4 гола[23]

Тренерские
- Чемпион Малайзии: 2019, 2020
- Обладатель Кубка Малайзии: 2019
- Обладатель Суперкубка Малайзии: 2019, 2020